# Buxtorf
Buxtorf (eigentlich Bockstorp) war der Name einer ursprünglich aus Kamen in Westfalen stammenden Dynastie von reformierten Theologen und Professoren der Hebräischen Sprache in Basel. 
Dazu gehörten:
- Andreas Buxtorf (1740–1815), Schweizer Kaufmann und Politiker
- August Buxtorf (1877–1969), Schweizer Geologe
- August Johann Buxtorf (1696–1765), Schweizer reformierter Theologe, Historiker und Autor
- Gerlach Buxtorf († 1628), Bremer Ratssyndikus
- Johann Buxtorf der Ältere (1564–1629), deutscher reformierter Theologe und Sprachwissenschaftler
- Johann Buxtorf der Jüngere (1599–1664), Schweizer reformierter Theologe und Orientalist
- Johann Buxtorf (Orientalist) (1663–1732), Schweizer reformierter Theologe und Orientalist
- Johann Jakob Buxtorf (1645–1704), Schweizer reformierter Theologe und Orientalist
- Johann Rudolf Buxtorf (1747–1831), Schweizer reformierter Theologe

Siehe auch:
- Bocksdorf (Adelsgeschlecht)